# Fernando Hurtado Pascual
Fernando Hurtado Pascual es un ingeniero agrónomo. Fue, desde el 12 de noviembre de hasta el 15 de noviembre del 2020, el ministro de Agricultura y Riego del Perú en el Gobierno de Manuel Merino.
Es graduado de la Universidad Nacional Agraria la Molina. Tiene una maestría en el Instituto Superior Tecnológico de Massachusetts (MIT) y un doctorado en Gembloux, Bélgica.
Se desempeñó como profesor universitario en la Universidad Nacional Agraria de 1966 a 1990, incluyendo el cargo de Decano de Facultad.
En la Organización de las Naciones Unidas para la Agricultura y la Alimentación (FAO) fue consultor en desarrollo rural en América Latina, África y Vietnam. Asimismo, en 1990 se inició como consultor en Desarrollo Alternativo para el Control de las Drogas en la Región Andina para organismos internacionales como la Conferencia de las Naciones Unidas sobre Comercio y Desarrollo (UNTACD) y la Oficina de las Naciones Unidas de Servicios para Proyectos (UNOPS). Asimismo fue asesor técnico principal de las Naciones Unidas en apoyo al Programa de Desarrollo Alternativo Nacional de Colombia.
Fue Jefe de la Unidad de Desarrollo Alternativo de la Comisión Nacional para el Desarrollo y Vida Sin Drogas (Devida) y posteriormente gerente general del organismo. Además fue titular de la Dirección Ejecutiva de Ciencia y Tecnología de Alimentos en el Centro Nacional de Alimentación y Nutrición del Instituto Nacional de Salud.